# Kingsbury, Indiana
Kingsbury är en kommun (town) i LaPorte County i Indiana. Vid 2020 års folkräkning hade Kingsbury 190 invånare.